# منجد المقرئين ومرشد الطالبين
منجد المقرئين ومرشد الطالبين، هو كتاب لابن الجزري في علم القراءات. بدأ الكتاب بتعريف علم القراءات، وذكر أحكام وآداب للقارئ والمقرئ، كما عرج بعد ذلك إلى شروط القراءة التي اعتبرها العلماء قراءة صحيحة، وكذا القراءة التي اعتبرها العلماء قراءة شاذة، وتميز بالترجمة لعدد ممن قرأ بالقراءات العشر وذكر بعض أحوالهم.

## موضوع الكتاب
الكتاب يتعلق بعلم القراءات لكن ليس في بيان أصوله وفرشه، وإنما في ذكر مسائل متعلقة به، مثل: المراد بالأحرف السبعة، وهل القراءات العشرة أو السبعة هي الأحرف أو غيرها؟، وقد بدأ الكتاب بتعريف علم القراءات، وذكر أحكام وآداب للقارئ والمقرئ، كما عرج بعد ذلك إلى شروط القراءة التي اعتبرها العلماء قراءة صحيحة، وكذا القراءة التي اعتبرها العلماء قراءة شاذة، وتميز بالترجمة لعدد ممن قرأ بالقراءات العشر وذكر بعض أحوالهم.

## سنة تأليف الكتاب
ألف ابن الجزري هذا الكتاب في أول حياته العلمية، وذلك سنة 773، يقول ابن الجزري: «فرغت من تأليفه آخر نهار الأحد خامس عشري رجب الفرد سنة ثلاث وسبعين وسبعمائة بمنزلي بدرب هريرة داخل دمشق المحروسة، وأجزت لجميع المسلمين روايته عني وجميع ما يجوز لي روايته».

## موضوعات الكتاب
جعله المؤلف في سبعة أبواب، وهي:
- الباب الأول: في القراءات والمقرئ والقارئ وما يلزمهما وما يتعلق بذلك. ذكر فيه علم القراءات تعريفه، وحقيقته، ومن يحق له أن يقرئ الناس بالقراءات، فقال في تعريف القراءات: «علم بكيفية أداء كلمات القرآن واختلافها بعزو الناقلة»[2]، كما ذكر أحكاما وآدابا تتعلق بالقارئ بالقراءات، والمقرئ بها، وتطرق في آخره لمسألة: هل يجوز تركيب قراءة في قراءة؟
- الباب الثاني: في القراءة المتواترة والصحيحة والشاذة. في هذا الباب تعرض لشروط القراءة الصحيحة المعتبرة، وتعرض في آخر الباب لقصة جمع القرآن وإجماع الصحابة على كتابته على العرضة الأخيرة التي قرأها رسول الله صلى الله عليه وسلم على جبريل، وتعرض كذلك للأحرف السبعة، وذكر تواتر القراءات العشر.
- الباب الثالث: في أن العشر لا زالت مشهورة من لدن قرئ بها إلى اليوم لم ينكرها أحد من السلف ولا من الخلف. تعرض في هذ الباب بشكل أكبر للقراءات العشر، وبيان أنها متواترة.
- الباب الرابع: في سرد مشاهير من قرأ بالعشرة. في هذا الباب بدأ يسرد مشاهير من قرأ بالقراءات العشرة ويذكر أحوالهم، وقد قسمهم إلى 16 طبقة، وختمه بذكر تواتر القراءات الثلاث الزائدة عن السبع.
- الباب الخامس: في حكاية ما وقفت عليه من أقوال العلماء فيها، أي في ذكر القراءات الثلاث الزائدة على السبع، فذكر أقوال العلماء وكلامهم في ذكرها وذكر تواترها.
- الباب السادس: في أن العشرة بعض الأحرف السبعة وأنها متواترة. ذكر في هذا الباب ما يتبين من العنوان من أن القراءات العشر ليست كل الأحرف السبعة وإنما جزء منها.
- الباب السابع: في ذكر من كره من العلماء الاقتصار على القراءات السبع. ذكر فيه كراهية بعض العلماء الاقتصار على القراءات السبع، وذلك لمن يظن أنها هي المرادة بحديث الأحرف السبعة.